# Норт-Гендерсон (Іллінойс)
Норт-Гендерсон (англ. North Henderson) — селище (англ. village) в США, в окрузі Мерсер штату Іллінойс. Населення — 162 особи (2020).

## Географія
Норт-Гендерсон розташований за координатами 41°5′25″ пн. ш. 90°28′29″ зх. д. / 41.09028° пн. ш. 90.47472° зх. д. (41.090378, -90.474821).  За даними Бюро перепису населення США в 2010 році селище мало площу 0,59 км², уся площа — суходіл.

## Демографія
Згідно з переписом 2010 року, у селищі мешкало 187 осіб у 74 домогосподарствах у складі 51 родини. Густота населення становила 319 осіб/км².  Було 80 помешкань (137/км²).
Расовий склад населення:
| - 97,9 % — білих |

До двох чи більше рас належало 2,1 %. Частка іспаномовних становила 1,6 % від усіх жителів.
За віковим діапазоном населення розподілялося таким чином: 27,8 % — особи молодші 18 років, 57,8 % — особи у віці 18—64 років, 14,4 % — особи у віці 65 років та старші. Медіана віку мешканця становила 36,5 року. На 100 осіб жіночої статі у селищі припадало 112,5 чоловіків;  на 100 жінок у віці від 18 років та старших — 110,9 чоловіків також старших 18 років.
Середній дохід на одне домашнє господарство  становив 61 372 долари США (медіана — 40 938), а середній дохід на одну сім'ю — 72 411 долар (медіана — 61 667). Медіана доходів становила 52 188 доларів для чоловіків та 24 643 долари для жінок. За межею бідності перебувало 9,4 % осіб, у тому числі 0,0 % дітей у віці до 18 років та 0,0 % осіб у віці 65 років та старших.
Цивільне працевлаштоване населення становило 85 осіб. Основні галузі зайнятості: виробництво — 20,0 %, освіта, охорона здоров'я та соціальна допомога — 18,8 %, роздрібна торгівля — 16,5 %.